# Jean-Louis de Lolme

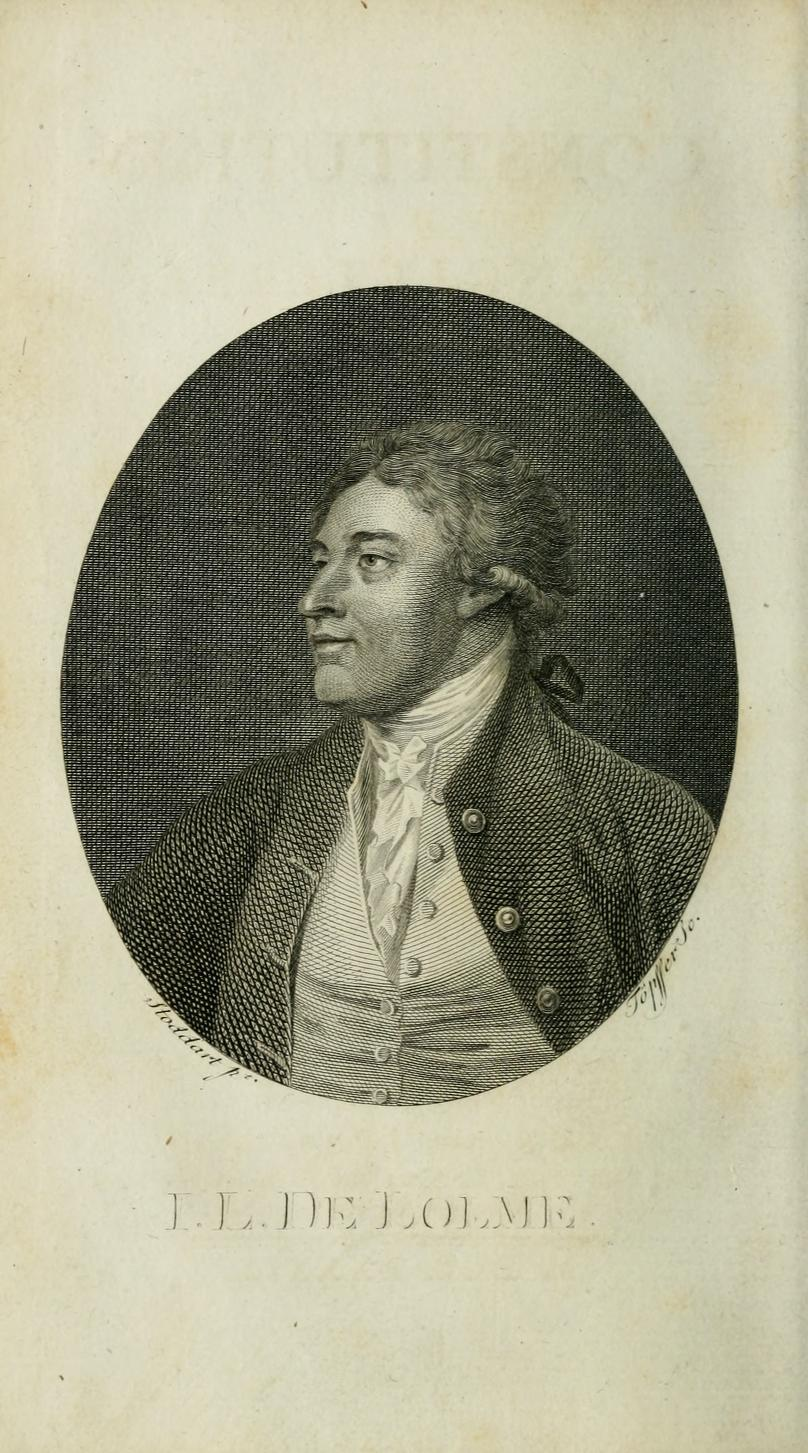
Jean-Louis de Lolme

Jean-Louis de Lolme, född 1740 i Genève, död 16 juli 1806 i Seewen, var en schweizisk jurist och filosof.
Han var först verksam som advokat i sin födelsestad. Efter att ha kritiserat det politiska etablissemanget där tvingades han i landsflykt och bosatte sig i England. I England försörjde han sig som författare och journalist. Hans mest kända verk är Constitution de l'Angleterre (The Constitution of England) från 1771. Ett år senare utkom skriften A parallel between the English Constitution and the former government of Sweden. De Lolme såg den svenska frihetstiden som ett avskräckande exempel på styret av ett land. Detta kom genom hans skrifter att få betydelse för den konstitutionella debatten i USA (en av USA:s grundlagsfäder, John Adams, ansåg att de Lolmes böcker om styrelseskick var de bästa som skrivits i ämnet) men även i Frankrike och Sverige. 
I likhet med Montesquieu ansåg de Lolme att Englands styre vara ett ideal att sträva efter. De Lolme ansåg att den lagstiftande och den verkställande makten skall vara åtskilda, men han ansåg inte att den dömande makten hade någon betydelse för maktbalansen. Det engelska parlamentet med sitt överhus av lorder och sitt underhus av folkets representanter balanserar varandra på ett utmärkt sätt. Den dömande makten utgick från kungen men befann sig hos ett underordnat organ. Därmed ansåg de Lolme att han hade funnit det ideala styrelsesättet med en balans mellan monarki, aristokrati och demokrati. De Lolme förespråkade en representativ form av demokrati men var motståndare till direkt demokrati, vilket han tyckte var alltför orealistiskt. De Lolme förespråkade också en utökning av rösträtten.